# パーム油

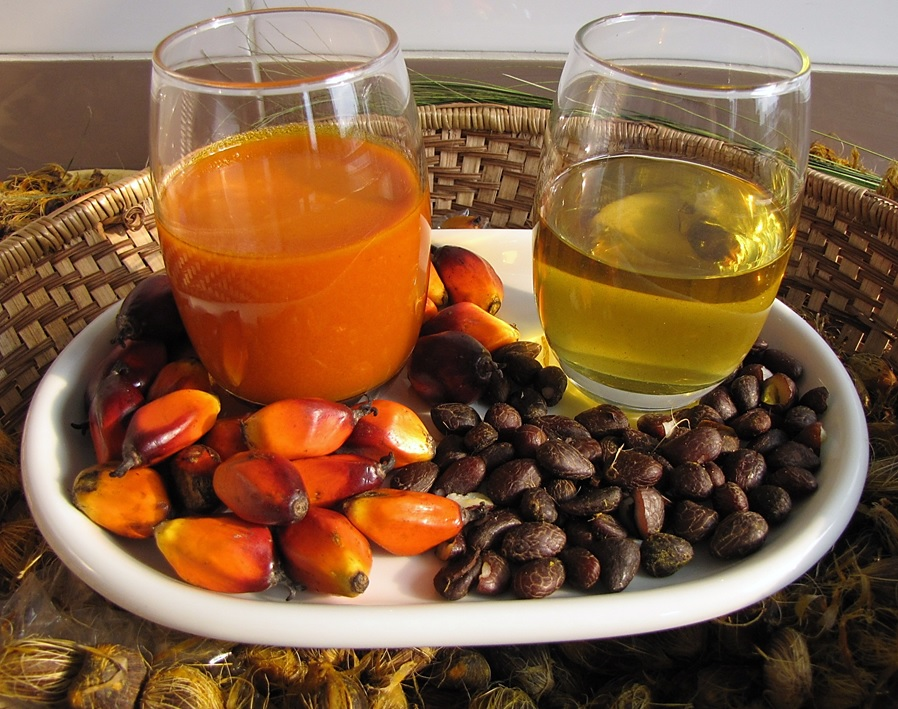
左の赤いものがパーム油、右の黄色みがかったものがパーム核油

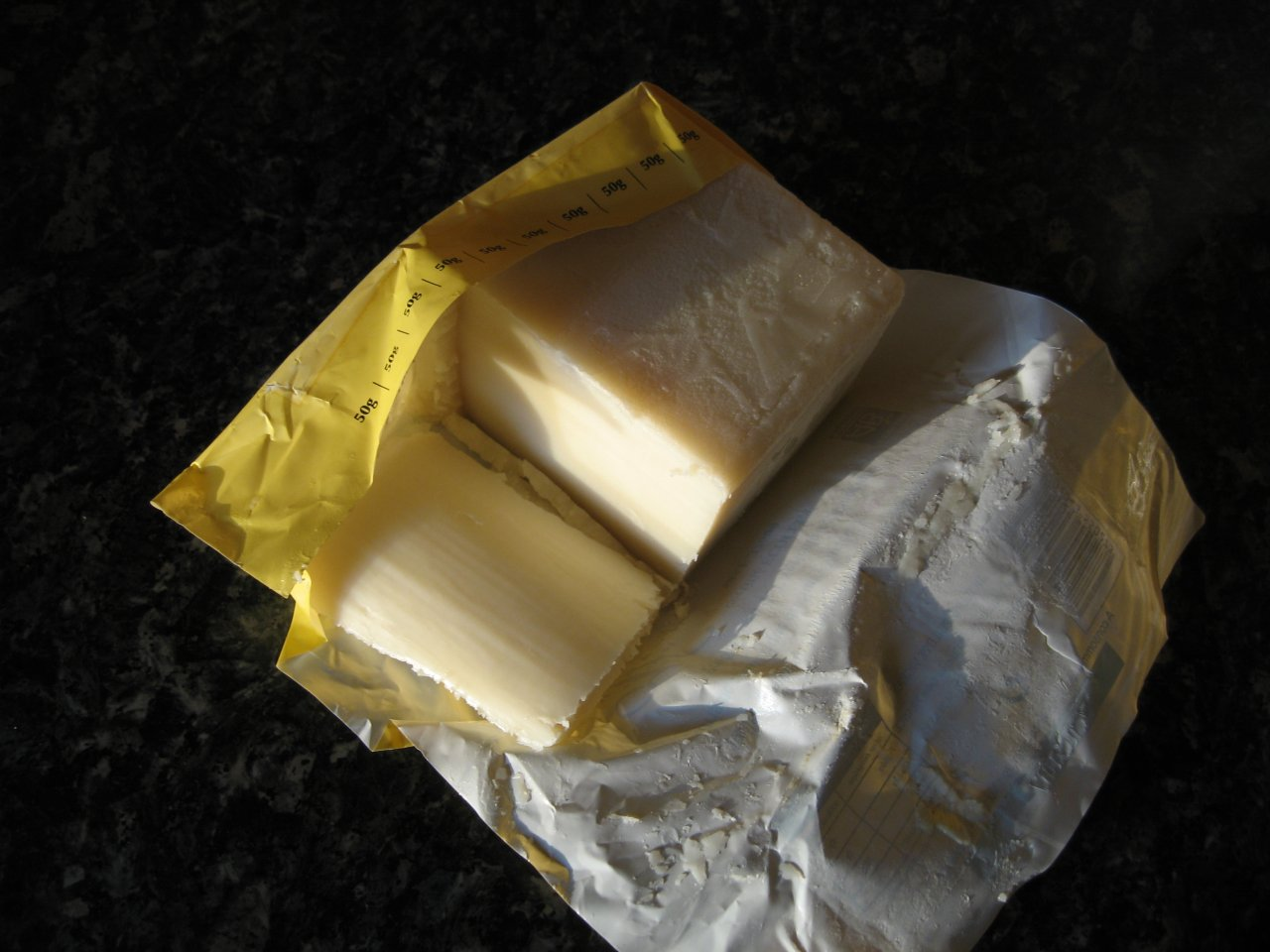
精製されたパーム油

パーム油（パームゆ、 英語: palm oil）はアブラヤシの果実から得られる植物油である。通常ギニアアブラヤシ（学名 Elaeis guineensis）から得られる。飽和脂肪酸が多くその内訳はパルミチン酸が最も多く、次に一価不飽和脂肪酸のオレイン酸に富み、およそ8割をこの2つの脂肪酸で占める。同じアブラヤシから得られるものとしてパーム核油がある。パーム油が果肉から得られるのに対し、パーム核油は種子から得られるもので、組成も性質も異なる。
食用油とするほか、マーガリン、ショートニング、石鹸の原料として利用される。近年では、バイオディーゼルエンジンや火力発電、バイオマス発電の燃料としても利用されている。2009年時点で、世界で最も生産されている植物油である。

## 性質
オレンジ色をした、常温では固体の油脂で、独特の芳香と甘味を持つ。主な成分はパルミチン酸約50%、オレイン酸約45%、リノール酸約10%で、その他ステアリン酸約5%、ミリスチン酸約1%が含まれている。常温で固体であるのは飽和脂肪酸であるパルミチン酸を多く含むためで、組成全体としては牛脂に近い性質を持つ。
パーム油のオレンジ色はβ-カロテンに由来し、未精製のパーム油にはαカロテン、βカロテンやビタミンEに富むが、精製段階で失われ、色が淡黄色になる。ただし、食用パーム油として製造されるものはβ-カロテンを残すようにすることが多い。これを特に「レッド・パーム油」と呼ぶことがある。。
| 項目                 | 分量（g） |
| -------------------- | --------- |
| 脂肪                 | 100       |
| 飽和脂肪酸           | 49.3      |
| 16:0（パルミチン酸） | 43.5      |
| 18:0（ステアリン酸） | 4.3       |
| 一価不飽和脂肪酸     | 37        |
| 18:1（オレイン酸）   | 36.6      |
| 多価不飽和脂肪酸     | 9.3       |
| 18:2（リノール酸）   | 9.1       |

## 歴史

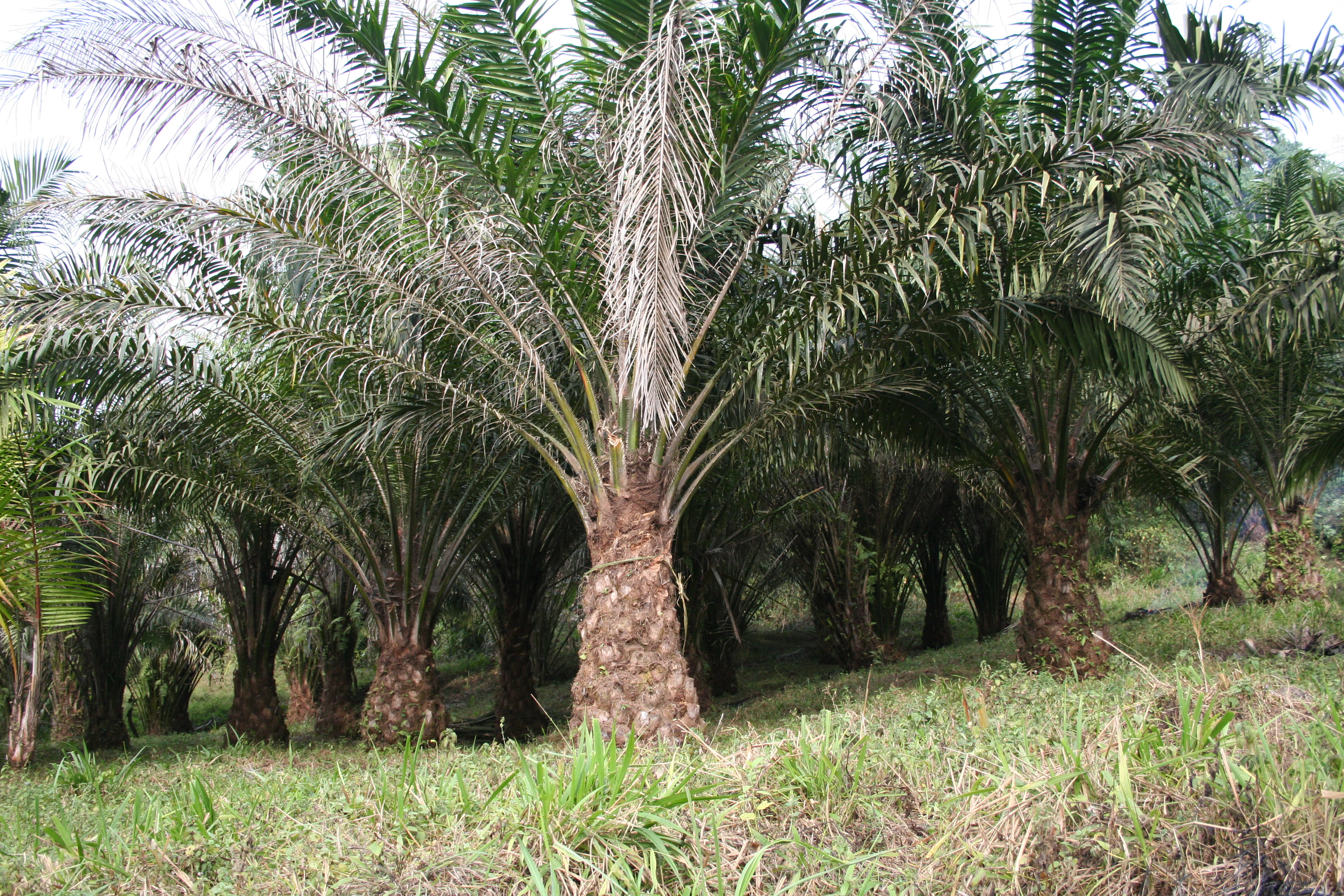
アブラヤシ Elaeis guineensis

アブラヤシ E. guineensis は、東アフリカのジャングルに起源があると考えられており、パーム油はファラオの時代（5千年前）のエジプトで使われていたとされる。
西アフリカの アブラヤシ E. guineensis については、ポルトガル人が15世紀にブラジルなどの熱帯諸国に導入したが、栽培については1848年にオランダ人がインドネシアに種を持ち込んだことに起源があり、その後シンガポール、マレーシアへと持ち込まれた。
1965年には、ロンドン（イギリス）でパーム油に関する国際会議が開催され、イギリスが熱帯作物の研究成果を普及するもので、イギリス人を除くと当時の最大生産国ナイジェリアの参加者が多かった。しかし、ナイジェリアの内戦により生産量は低下し、アフリカのパーム油が国際市場に登場することはなかった。
1960年代には、マレーシアのゴム農園がアブラヤシ農園に転換しはじめ、1966年にはナイジェリアを上回る最大生産国となり、1980年代にはアメリカの大豆油産業と相対することになる。主にポテトチップスの揚げ油として、アメリカでの輸入量は1965年には約3000トンほどだったものが、1975年には約44万トンとなり、マクドナルドといったファストフード店でも使われ始める。1980年代には、アメリカ心臓病予防協会も、動物性脂肪や、パーム油、パーム核油、ヤシ油をまとめる熱帯油の言葉によって、これらに含まれる飽和脂肪酸が心臓病のリスクを高めると呼びかけたが、1989年には、大豆油由来マーガリンは水素の添加によって同様にリスクを高めるトランス脂肪酸が多いことが明らかになっていくまで、1980年代にはアメリカでのパーム油の使用量は一時的に下落していた。
健康の面と風味や硬化の点から以下のいずれかの選択肢が生じ、動物性脂肪、トランス脂肪酸を含む植物油が由来のマーガリン（やショートニング）、パーム油、そして欧州の一部でトランス脂肪酸の使用禁止が法律化されると、パーム油の使用が増大してきた。
農業の持続可能性の考えが一般的になると、2004年に「持続可能なパーム油のための円卓会議」が開催され、森林保護と人権の問題が提起された。2013年に欧州パーム油同盟 (EPOA) が組織され、また2020年に向けて欧州の食品チェーン全体に持続可能なパーム油が100%になるよう求める「アムステルダム宣言」が2015年になされ署名国にはイギリス、イタリア、ドイツ、デンマーク、ノルウェー、オランダなどが含まれる。2016年には欧州で使われていた持続可能なパーム油は、69%であった。

## 利用
アブラヤシの果実には、30-35%の脂肪分が含まれる
。インスタント食品やスナック菓子、一部の洗剤成分などに広く用いられている。
食品としては、飽和脂肪酸の多さからパーム油の融点が37度前後であるため、口にすると溶けるという点で独特の食感をもたらす。

### 食用油
熱帯・亜熱帯地方では広く料理に使われる。特に、アブラヤシの原産地である西アフリカの森林地帯では、料理に色と独特の風味を与えるために古くから食文化体系の中で不可欠とされる食材であり、アフリカの食文化を奴隷貿易を通して受容したブラジルでは「アゼイテ・デ・デンデ」と呼ばれ、北部と北東部の料理には欠かせないものとされている。その他、タイ料理など東南アジアの料理などで使われる。
加工食品では揚げ物や水素化したショートニングの代用として使われる。

### 健康
動物性脂肪に豊富な飽和脂肪酸は健康に対する悪影響が広く言われており、同様に飽和脂肪酸の多いパーム油についても研究されてきているが、その影響については明確な結論が出ておらず、動物性脂肪より悪影響が弱い、影響なしといった様々な結果が見られている。
パーム油はリドカイン、テストステロンの経皮吸収のための薬物送達に利用可能である。

## 環境・人権問題と認証制度

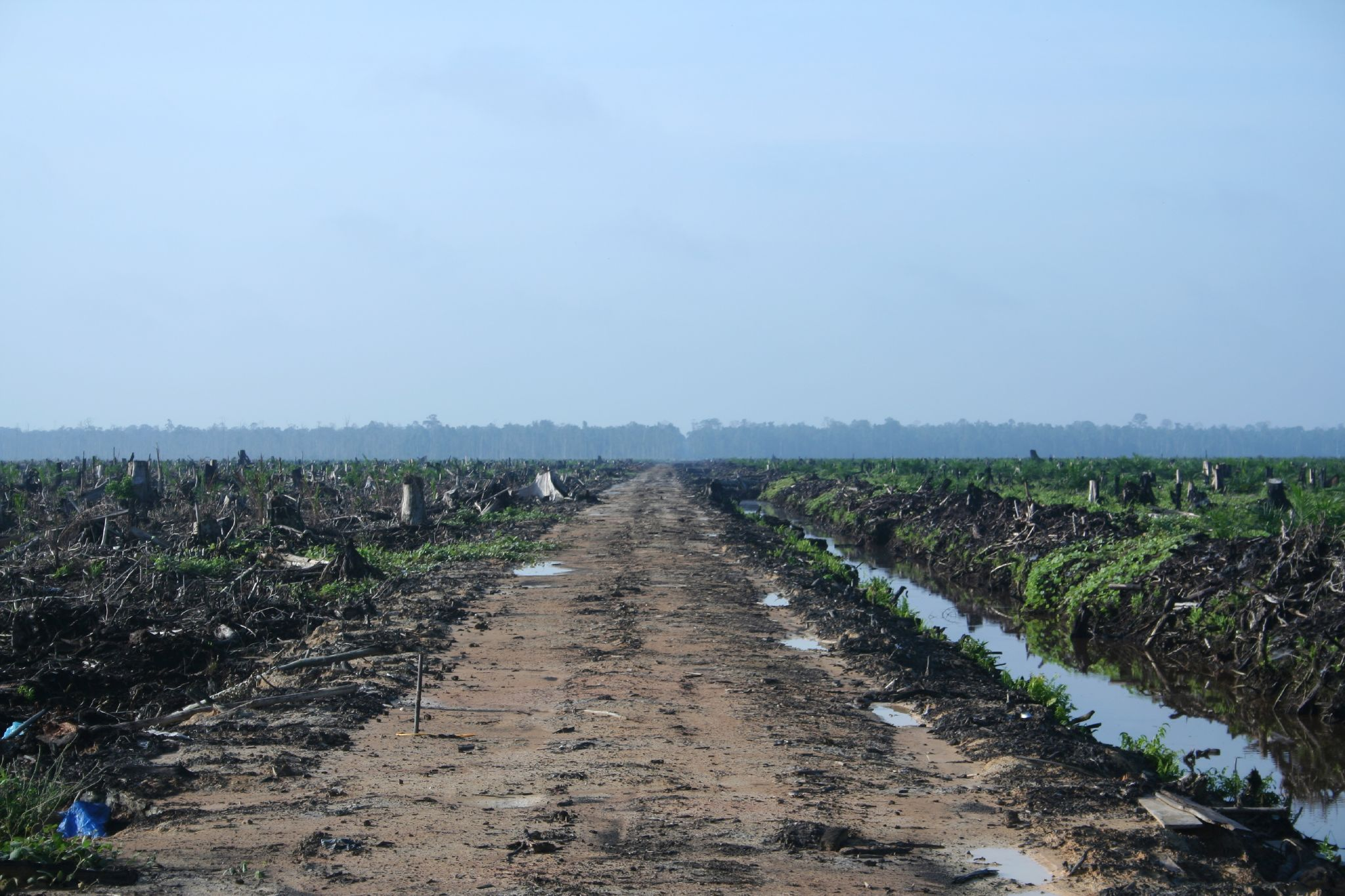
アブラヤシ・プランテーション

パーム油の原料であるギニアアブラヤシの生産地は、主にインドネシアやマレーシアなどの東南アジア地域である。これらの国の生産現場では、無秩序な開発と劣悪な労働環境が横行するようになったため、2013年9月11日、RSPO（持続可能なパーム油のための円卓会議）によってパーム油の認証制度が制定されている。特に、温暖化ガスである二酸化炭素（CO2）を吸収する熱帯雨林や、CO2を地中に留めている泥炭湿地を破壊して造成したプランテーションで採取したパーム油を使う火力発電を再生可能エネルギーとみなすことには批判がある。

パーム油は菜種油に比べて6倍以上も生産効率が高いが、需要・生産量の急増により森林破壊の4大原因のうちの一つとなっている。